# Aeroportul Pilanesberg
Aeroportul Pilanesberg (IATA: NTY, ICAO: FAPN) este un aeroport din Provincia North West, Africa de Sud ce deservește zona Sun City, North West.
Situat la o altitudine de 1.045 m, aeroportul dispune de o singură pistă.